# No Longer Heroine
No Longer Heroine (ヒロイン失格, Hiroin shikkaku) est une série manga de Momoko Kōda prépubliée dans le magazine shōjo de Shūeisha, Bessatsu Margaret, entre mars 2010 et mars 2013, et publié en un total de dix volumes tankōbon. La version française est publiée par Delcourt.
Une série dérivée du même auteur, My Teacher, My Love, est prépubliée dans le Bessatsu Margaret entre juillet 2013 et juin 2017.
Une adaptation en film live sort au Japon le 19 septembre 2015.

## Synopsis
Hatori Matsuzaki est une lycéenne de première année qui nourrit depuis plusieurs années un profond béguin pour son ami d'enfance, le distant Rita Terasaka. Au début, elle se contente d'être simplement l'amie de Rita, car elle pense que personne d'autre n'est plus adapté au rôle d'« héroïne » de Rita qu'elle. –, cependant, ses convictions sont brisées lorsque Rita commence à entretenir une relation sérieuse avec la maladroite Miho Adachi. Hatori tente à plusieurs reprises de contrecarrer la relation naissante entre les deux et finit par avouer son amour à Rita, mais est rejetée. Elle rencontre également Kosuke Hiromitsu, un coureur de jupons enjoué qui remarque que Rita se soucie de Hatori et qui entame une relation spontanée avec elle pour l'irriter, mais finit par développer des sentiments sérieux pour elle. Plus tard, Adachi décide de voyager à l'étranger pendant 3 mois pour travailler dans le journalisme. Hatori et Rita vont ensemble à un festival à la fin de l'été, où Rita remarque ses sentiments grandissants pour Hatori et l'embrasse. Les deux deviennent amoureux, jusqu'à ce qu'Adachi revienne plus tôt que prévu. En découvrant que Rita a embrassé Hatori, elle a le cœur brisé et s'effondre d'anémie quelques jours plus tard. Rita, par culpabilité, rompt sa romance avec Hatori et décide de rester avec Adachi. Hatori en détresse décide d'oublier Rita et de poursuivre une relation beaucoup plus sérieuse avec Hiromitsu.

## Personnages
Hatori Matsuzaki (松崎 はとり, Matsuzaki Hatori)
Rita Terasaka (寺坂 利太, Terasaka Rita)
Kosuke Hiromitsu (弘光 廣祐, Hiromitsu Kōsuke)
Kyoko Nakajima (中島 杏子, Nakajima Kyōko)
Miho Adachi (安達 未帆, Adachi Miho)
Moe Hiromitsu (弘光 萌, Hiromitsu Moe)

## Médias

### Manga
Écrit et illustré par Momoko Kōda, No Longer Heroine est publié en série dans le magazine shōjo de Shūeisha, Bessatsu Margaret, du 13 mars 2010 au 13 mars 2013. Shūeisha compile ses chapitres en un total de dix volumes tankōbon sortis entre le 25 août 2010 et le 24 mai 2013.  
La version française est publiée par Delcourt, avec un premier volume sorti le 13 mars 2013 et le dernier volume sorti le 4 mars 2015. La version anglaise est publiée par Yen Press avec un premier volume sorti le 23 août 2022.

#### Liste des volumes
| no | Japonais         | Japonais          | Français          | Français          |
| no | Date de sortie   | ISBN              | Date de sortie    | ISBN              |
| -- | ---------------- | ----------------- | ----------------- | ----------------- |
| 1  | 25 août 2010     | 978-4-08-846560-9 | 13 mars 2013      | 978-2-7560-3505-5 |
| 2  | 24 décembre 2010 | 978-4-08-846606-4 | 15 mai 2013       | 978-2-7560-3506-2 |
| 3  | 25 avril 2011    | 978-4-08-846646-0 | 3 juillet 2013    | 978-2-7560-3507-9 |
| 4  | 25 août 2011     | 978-4-08-846689-7 | 11 septembre 2013 | 978-2-7560-3717-2 |
| 5  | 22 décembre 2011 | 978-4-08-846730-6 | 4 décembre 2013   | 978-2-7560-4025-7 |
| 6  | 23 mars 2012     | 978-4-08-846757-3 | 12 février 2014   | 978-2-7560-5144-4 |
| 7  | 25 juin 2012     | 978-4-08-846788-7 | 9 avril 2014      | 978-2-7560-5211-3 |
| 8  | 25 octobre 2012  | 978-4-08-846846-4 | 2 juillet 2014    | 978-2-7560-5212-0 |
| 9  | 25 février 2013  | 978-4-08-846895-2 | 1er décembre 2014 | 978-2-7560-6083-5 |
| 10 | 24 mai 2013      | 978-4-08-845045-2 | 4 mars 2015       | 978-2-7560-6374-4 |

### Film live

Logo original du film.

Le film live, mettant en vedette Mirei Kiritani, Kento Yamazaki, Kentaro Sakaguchi (en) et Ayano Fukuda (en), sort le 19 septembre 2015. Il est premier du box-office japonais et rapporte US$20,5 million,,.

## Réception
Le volume 7 s'est vendu à 40 276 exemplaires (au 1er juillet 2012), le volume 8 s'est vendu à 35 408 exemplaires (au 28 octobre 2012), le volume 9 s'est vendu à 45 803 exemplaires (au 2 mars 2013), et le volume 10 s'est vendu à 61 346 exemplaires (au 2 juin 2013).